# Claudia Burckhardt
Claudia Burckhardt (* 13. Februar 1953 in Basel) ist eine Schweizer Schauspielerin.

## Leben
Claudia Burckhardt erhielt ihre Schauspielausbildung von 1974 bis 1977 am Konservatorium für Musik und Theater in Bern. Erste Bühnenengagements hatte sie 1976 am Stadttheater Bern und in der Spielzeit 1976/77 am Galerietheater „Die Rampe“ in Bern.
Von 1977 bis 1984 war sie anschließend festes Ensemblemitglied am Schauspielhaus Bochum unter Peter Zadek. Dort spielte sie u. a. die Dunjascha in Der Kirschgarten (Regie: Manfred Karge/Matthias Langhoff), die Schwester der Braut in Die Kleinbürgerhochzeit, die Hausbesitzerin in Die Mutter und Bessi in Brecht/Weills Aufstieg und Fall der Stadt Mahagonny (Regie jeweils: M. Karge).
Danach arbeitete sie als freischaffende Schauspielerin an verschiedenen Bühnen in Berlin, Bochum, Frankfurt und Heidelberg. Von 1987 bis 1994 war sie am Schauspielhaus Köln engagiert. Es folgten Engagements am Stadttheater Luzern (1994, als Polina in Die Möwe, Regie: Horst Siede), am Staatstheater Stuttgart und am Schauspiel Hannover.
Von 1996 bis 2006 gehörte Burckhardt zum Ensemble des Düsseldorfer Schauspielhauses. Dort trat sie u. a. als Eden Brent in Bullets over Broadway, Mae Garga in Im Dickicht der Städte, Frau Leimgruber in Der jüngste Tag von Ödön von Horváth, Arsinoé, in Der Menschenfeind, als Dame in Trauer in Minna von Barnhelm und als Dolores in Yerma auf.
Nach ihrem Umzug nach Berlin spielte sie ab 2007 zunächst als Gast am Berliner Ensemble. Von 2011 bis Sommer 2017 war sie dort festes Ensemblemitglied. Am Berliner Ensemble arbeitete sie u. a. mit den Regisseuren Philip Tiedemann, Manfred Karge, Thomas Langhoff, Enrico Lübbe, Claus Peymann und Sebastian Sommer zusammen. Von 2017 bis 2019 spielte sie als Gast am Berliner Ensemble die Frau Peachum in Brecht/Weills Die Dreigroschenoper in der Inszenierung von Robert Wilson. Im Juni 2019 gastierte sie mit dem Berliner Ensemble in Der aufhaltsame Aufstieg des Arturo Ui (Brecht/Müller) im Rahmen eines Gastspiels bei den Ruhrfestspielen Recklinghausen.
2017 gastierte Burckhardt am RambaZamba Theater in Berlin. Seit der Spielzeit 2018/19 tritt sie als Gast am Theater Biel-Solothurn auf.
Neben ihrer Theaterarbeiten stand Burckhardt auch für Film- und Fernsehproduktionen vor der Kamera. Sie drehte u. a. unter der Regie von Gabi Kubach, Heinz Schirk, Thomas Koerfer, Sönke Wortmann, Marcus Ulbricht und Janna Nandzik. Sie hatte Rollen in TV-Filmen, TV-Serien und wirkte in mehreren SOKO-Formaten des ZDF mit. In der 16. Staffel der ZDF-Serie SOKO Wismar (2019) übernahm sie eine der Episodenhauptrollen als leibliche Mutter eines ermordeten Wismarer Französischlehrers, der irrtümlich glaubte, von den Hugenotten abzustammen. In der Tragikomödie Now or Never (2019), die ihre TV-Erstausstrahlung im Juni 2020 auf Das Erste hatte, spielte sie, an der Seite von Michael Pink, Johannes Allmayer, Philippe Graber und Sebastian Jehkul, die Leiterin eines Schweizer Sterbehilfe-Instituts.
Claudia Burckhardt lebt in Berlin.

## Filmografie (Auswahl)
- 1979: Geteilte Freude (Fernsehfilm)
- 1984: Tatort: Rubecks Traum (Fernsehreihe)
- 1989: Noch ein Wunsch (Fernsehfilm)
- 1998: Der Campus (Kinofilm)
- 1998: Stadtklinik: Der Liebhaber (Fernsehserie, eine Folge)
- 1998: Höllische Nachbarn (Fernsehfilm)
- 2009: Tag und Nacht: Der Neue (Fernsehserie, eine Folge)
- 2010: Der Alte – Folge 349: Oder du stirbst
- 2010: Trau’ niemals deinem Chef (Fernsehfilm)
- 2011: SOKO Stuttgart: Brautschau (Fernsehserie, eine Folge)
- 2013: SOKO Köln: Mord nach Mitternacht (Fernsehserie, eine Folge)
- 2013: About:Kate (Fernsehserie)
- 2016: In to me see (Kurzfilm, HFF München)
- 2019: 1000 Könige (Kinofilm)
- 2019: SOKO Wismar: Nomen est Omen (Fernsehserie, eine Folge)
- 2019: Now or Never (Fernsehfilm)
- 2022: Jenseits der Spree: Toxisch (Fernsehserie, eine Folge)
- 2025: Marzahn Mon Amour
- 2025: Die Beschatter: Der Todesengel (Fernsehserie, eine Folge)